# Колірна температура

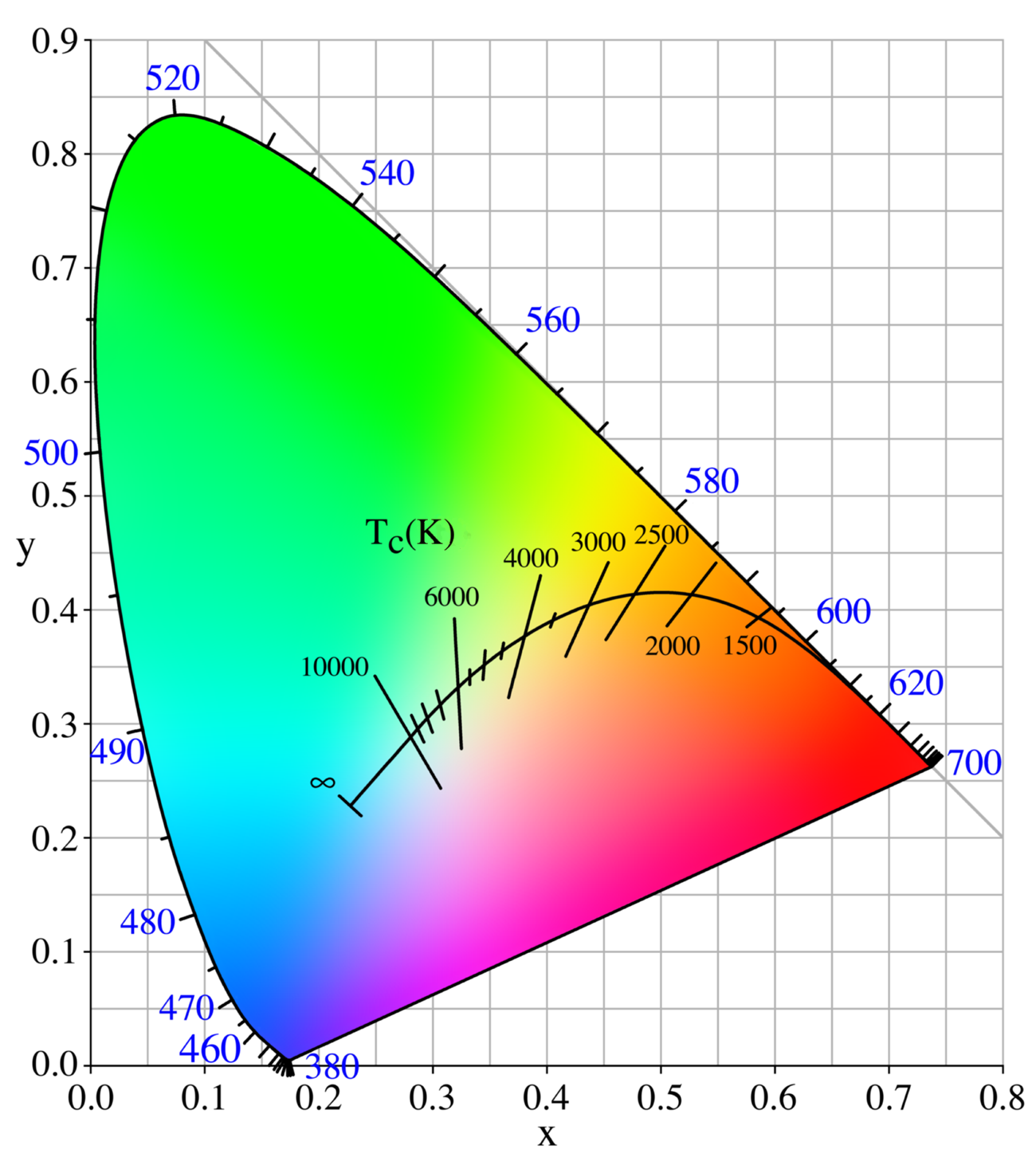

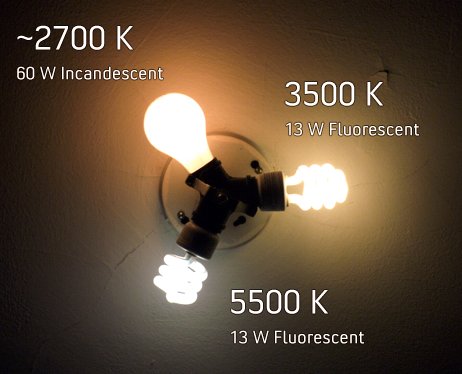
Колірна температура поширених ламп: розжарення, 2700K; люмінесцентна тепла, 3500K; люмінесцентна холодна, 5500K (див. колір плям на стелі)

Колі́рна температу́ра — характеристика розподілу інтенсивності випромінення джерела світла як функція довжини хвилі в оптичному діапазоні, температура абсолютно чорного тіла, при якій воно випускає випромінювання з тією ж хроматичністю, що і дане випромінення. Колірна температура характеризує спектральний склад випромінювання джерела світла. Служить об'єктивним враженням кольору, відбивальних об'єктів та джерел світла, тому визначає колір предметів, який відчуває людське око при спостереженні в даному світлі.
Вимірюється в міредах (М) і Кельвінах (К), «Міред» обернено пропорційний до «Кельвін»: {\displaystyle M=10^{6}/K}.
У зв'язку з тим, що колір об'єкта залежить як від його спектральних властивостей, так і від характеру освітлення, в техніці стандартизують найпоширеніші джерела світла перш за все за колірною температурою.
Застосовується в колориметрії, астрофізиці (при вивченні розподілу енергії в спектрах зір, див. також — спектрофотометрична температура).
Спектрофотометрична температура, або колірна температура (Tc) — параметр, що характеризує залежність інтенсивності Iλ неперервного випромінювання від довжини хвилі λ (в оптичному діапазоні). Визначення спектрофотометричної (колірної) температури засновано на порівнянні характерного для даного джерела спектрального розподілу інтенсивності Iλ зі спектром абсолютно чорного тіла. Колірну температуру приймають рівною температурі абсолютно чорного тіла, яке має в розглянутому інтервалі довжин хвиль Δλ той же нахил кривої LgIλ як функції λ, що й дане джерело.
В астрофізиці поняття колірної температури використовується при вивченні атмосфер зірок.
У загальному випадку, колірна температура не збігається з ефективною температурою зірки і рі́зна для різних ділянок спектру. Причиною цього є відмінність коефіцієнтів поглинання атмосфери зірки в різних інтервалах довжин хвиль Δλ, у зв'язку з чим ми спостережним випромінюванням у атмосферних шарах, розташованих на різній глибині, щоі мають різну температуру. 
Що більша непрозорість атмосфери, то з тоншого шару приходить до нас випромінювання, а отже, тим менше розходження колірної температури для різних ділянок спектру. В цьому випадку колірна температура близька до ефективної температури, а випромінювання зірки наближається до випромінювання абсолютно чорного тіла. 
Колірну температуру знаходять, порівнюючи інтенсивність випромінювання досліджуваного джерела з інтенсивністю стандартного джерела, температура якого відома. Визначення колірної температури гарячих зірок ускладнене тим, що в області високих температур (kT>>hν) нахил кривої LgIλ слабко залежить від температури. Для зір всіх спектральних класів суттєву роль відіграє міжзоряне поглинання, яке змінює нахил кривої LgIλ, тобто колірну температуру.

## Шкала колірних температур поширених джерел світла
- 800 К — початок видимого темно-червоного свічення розжарених тіл;
- 2000 К — світло від полум'я свічки;
- 2360 К — лампа розжарення, вакуумна;
- 2800 – 2854 К — газонаповнені (галогенні) лампи розжарювання з вольфрамовою спіраллю;
- 3200 – 3250 К — типові кінознімальні лампи;
- 5500 К — денне пряме сонячне світло;
- 6500 К — стандартне джерело денного білого світла, близьке до середньо-денного сонячного світла;
- 7500 К — денне світло з великою часткою розсіяного від чистого блакитного неба;
- 10000 К — колір джерела з «нескінченно високою температурою».

## Вимірювання
Колірна температура може бути знайдена без знання абсолютних значень поверхневої яскравості.
{\displaystyle \Delta \Phi =-{\frac {d[ln({\frac {I_{\lambda }^{0}}{I_{\lambda }^{\prime }}})]}{d({\frac {1}{\lambda }})}}={\frac {C_{2}}{T_{0}}}(1-e^{-{\frac {C_{2}}{\lambda T_{0}}}})^{-1}-{\frac {C_{2}}{T_{*}}}(1-e^{-{\frac {C_{2}}{\lambda T_{*}}}})^{-1}\;\;\;\;\;\;\;\;\;\;\;\;\;\;\;\;\;\;\;\;\;\;(1)}
Величина
{\displaystyle \Phi ={\frac {C_{2}}{T}}(1-e^{-{\frac {C_{2}}{\lambda T}}})^{-1}\;\;\;\;\;\;\;\;\;\;\;\;\;\;\;\;\;\;\;\;\;\;(2)}
називається абсолютним спектрофотометричним градієнтом, знайденим для середньої довжини хвилі даної ділянки спектру. Різниця величин {\displaystyle \Phi _{0}-\Phi _{*}} у формулі (1) Називається відносним спектрофотометричним градієнтом.
Використовуючи співвідношення Погсона, можна отримати вираз для відносного спектрофотометричного градієнта через зоряні величини.
{\displaystyle \Delta \Phi =-{\frac {d[ln({\frac {I_{\lambda }^{0}}{I_{\lambda }^{\prime }}})]}{d({\frac {1}{\lambda }})}}=-2,30{\frac {d[lg({\frac {I_{\lambda }^{0}}{I_{\lambda }^{\prime }}})]}{d({\frac {1}{\lambda }})}}=-0,92{\frac {d(\Delta m_{\lambda })}{d({\frac {1}{\lambda }})}}\;\;\;\;\;\;\;\;\;\;\;\;\;\;\;\;\;\;\;\;\;\;(3)}
Значення температури зірок, отримані по відносним спектрофотометричним градієнтам, є функцією спектрального класу: чим до більш раннього класу належить зірка, тим вища її температура. Зазвичай описаним методом знаходять температури зірок, що мають пізні спектральні класи по відношенню до зорі порівняння, яка береться класу А0. Для гарячіших зірок використовують інші методи.